# Livskunst
Livskunst er en betegnelse for kunsten at leve vel eller få det bedste ud af sit liv. På den måde kan livskunst både betegne den egenskab, indsigt eller særlige levemåde, der skal til for at kunne leve et godt liv. Der findes forskellige perspektiver på livskunst, men de omfatter generelt ideen om, at livet kan være en kunstform, der kræver aktiv deltagelse, selvrefleksion og bevidsthed.

## Hovedtræk
Livskunst er til kunsten at leve eller kunsten at leve et godt liv. Dette begreb stammer fra den filosofiske tradition og fokuserer på, hvordan en person kan mestre kunsten at leve et meningsfuldt, tilfredsstillende og autentisk liv.
Livskunst involverer ofte refleksion over værdier, mål, lidenskaber og hvordan man kan integrere disse elementer for at skabe et balanceret og harmonisk liv. Det handler om at træffe aktive valg og deltage i en proces med at udvikle en livsform, som afspejler værdier og bidrager til livsopfyldelse.

## Tilgange
Det er mange forskellige tilgange til livskunst, da det er en bred disciplin, der kan tilpasses forskellige livssyn:

### Filosofisk livskunst
Den filosofiske livskunst har været kendt siden antikken, idet den kan spores tilbage til filosoffer som Platon og er siden hen blevet diskuteret af forskellige tænkere gennem historien. Der er ikke tale om selvhjælpslitteratur, idet filosofisk livskunst går ud over tekniske redskaber og vejleder i mere grundlæggende spørgsmål om, hvordan man kan leve et liv med meningsfuldhed og etik.
I Danmark er den filosofiske livskunst blevet genoplivet af filosoffen og terapeuten Anders Dræby. Han har stået for at en tilgang, der har fokus på at opnå et fuldt menneskeligt liv. Han demonstrerer i bogen Livskunsten – filosofien om at vågne op til livet, hvordan en del af den oprindelige vestlige og østlige filosofiske livskunst kan give adgang til at få en konkret oplevelse af at vågne åndeligt op. Det kræver, at man forsoner sig med døden, forvandler sit indre og åbner sig for at være til i en højere eksistens. Derigennem kan man få et egentligt bevidst liv med fokus på indre værdier, og således kan den filosofiske livskunst forstås som en eksistentiel og åndelig livsform..

### Visdomsordenes livskunst
Visdomsordenes livskunst henviser generelt til den visdom, indsigt og vejledning, der findes i forskellige former for ordsprog, citater eller filosofiske udsagn. Det kan omfatte principper og overvejelser, der inspirerer til en meningsfuld og givende livsstil. En del af livskunsten findes således især som samlinger af visdomsord fra filosofi og litteratur. Nogle af disse samlinger findes som almanakker, der indeholder en fortegnelse over årets dage med et visdomsord til de enkelte dage.
I Danmark er denne tilgang repræsenteret ved bogen Livskunstens almanak, hvor Nils Simonsen og Karen Glemte har samlet en række visdomsord. Svend Christiansen står bag Livskunstens Almanak - Anden Samling, der omfatter ordsprog, citater og bønner til hver eneste af årets dage.

### Religiøs og spirituel livskunst
Spirituel eller religiøs livskunst er en tilgang til livet, der integrerer åndelighed og personlig udvikling. Denne form form for livskunsten er baseret på religiøse eller spirituelle tanker eller praksisser. Det omfatter både kristne, buddhistiske, hinduistiske og mere moderne spirituelle opfattelser af livskunsten. Den tyske teolog Wilfried Engemanns bog Frihed og kristen livskunst lægger vægt på, hvordan den kristne tro og de bibelske tekster kan bidrage til et godt liv. På tilsvarende vis har Dietrich von Hildebrand givet en anvisning på, hvordan man kan leve et kristent liv i tro.
Christopher Hansards bog Tibetansk livskunst har til gengæld sit udgangspunkt i den tibetanske buddhisme. Bogen fortæller om, hvordan man kan opnå en kontrol af tankens kraft. Baggrunden er den åndelige og religiøse disciplin, der er blevet kendt under navnet ’bon’. I samme boldgade står Dalai Lama bag bogen Kunsten at leve lykkeligt. Her gives buddhistiske anvisninger på lykken.
Thich Nhat Hahn har udviklet en mere zen buddhistisk livskunst. Den er blevet kendt i hele verden. Han har især fokus på at leve med mindfulness. Shunmyu Masuno står også for en zenbuddhistisk livskunst. Hans bog er oversat til dansk med titlen Zen: 100 praktiske råd der bringer ro og glæde i dit liv. Shunmyō Masuno er japansk munk og havedesigner. Zenbuddhismen eksisterer over hele verden. Zenbuddhismen afviser ikke idéen om genfødsel, men ser den som irrelevant – det er nuet, der er i fokus, hvorfor det næste liv er uvedkommende for nuet.
Den indiske lærer Maharishi Mahesh Yogi udgav i 1963 bogen Science of Being and Art of Living. Her fremstiller han sin praksis, der også er kendt som transcendental meditation. Det er en særlig meditationsteknik, der siden er blevet i hele verden. William Hart har lignende skrevet Art of living; The Vipassana meditation, der giver en indføring i Vipassna, som er en metode til dybdemeditation.
Endelig har den indiske hinduguru Sri Sri Ravi Shankar udgivet en lang række bøger om livskunst. Han står bag den internationale organisation ’Art of Living’, der ikke er tilknyttet nogen egentlig religiøs retning men er mere spirituel og udbreder yoga og meditation.
Amrit Gangars bog Jainernes livskunst giver en indføring i den indiske jainisme. Jainisme er en indisk religion baseret på Mahavir Swamis (599-527 f.Kr.) forkyndelser. Jainismens vigtigste hellige bog er Siddhanta. De tror at alt levende har en sjæl

### Psykologisk og psykoterapeutisk livskunst
Psykologisk livskunst er en tilgang til livet, hvor man aktivt og bevidst bruger psykologiske principper og værktøjer for at fremme trivsel, personlig udvikling og mental sundhed. Dette indebærer ofte en kombination af selvindsigt, selvregulering og bevidsthed om ens mentale tilstand for at skabe et meningsfuldt og tilfredsstillende liv.
Psykologisk livskunst kan være en personlig rejse, hvor individet arbejder på at forbedre sit indre liv og skabe betydningsfulde forandringer i adfærd og tankegang. Det kan også involvere professionel støtte, såsom terapi eller rådgivning, for at hjælpe med at udforske og adressere dybere psykologiske udfordringer.
Noget af den psykologiske livskunst tager udgangspunkt i den positive psykologi. Sådan handler det gode liv om at have en positiv livsindstilling. Andre psykologer og psykoterapeuter har et andet udgangspunkt, som kan være mere eksistentielt. Den hollandsk-britiske psykolog Emmy van Deurzen opfatter for eksempel eksistentiel terapi som en livskunst, der handler om at lære klienterne at leve livet Det kræver, at der læres indsigt og færdigheder til at leve livet.

### Pædagogisk livskunst
Pædagogisk livskunst er en form for pædagogik, der betragter pædagogikken som gør det gode liv til pædagogikkens mål. Pædagogisk livskunst er således en tilgang til pædagogik og undervisning, der går ud over traditionelle undervisningsmetoder og fokuserer på at integrere pædagogiske principper og værdier i ens daglige liv. Det handler om at skabe nogle rammer, hvor læring ikke er begrænset til en undervisningsinstitution, men strækker sig ud i alle aspekter af livet og bliver en naturlig del af ens personlige udvikling.

### Kvindelig og feministisk livskunst
Kvindelig livskunst er en tilgang til livet, der tager udgangspunkt i kvinders oplevelser, udfordringer og potentialer. Det er en bred betegnelse, der kan omfatte forskellige aspekter af kvinders liv, herunder personlig udvikling, relationer, arbejde, sundhed og kreativitet. Mens livskunst generelt er en bred tilgang til at forme ens liv for at gøre det meningsfuldt og tilfredsstillende, tilføjer "kvindelig livskunst" et specifikt kønsperspektiv.
Begrebet kan variere afhængigt af kulturelle og individuelle perspektiver. Det er vigtigt at huske, at kvindelig livskunst ikke er en ensartet tilgang, og at kvinder har forskellige oplevelser og perspektiver. Det er en dynamisk og personlig rejse, der tager højde for mangfoldigheden af kvinders liv og identiteter.
Den kvindelige livskunst er baseret på den tanke, at der findes en særlig kvindelig tilgang til det gode liv. Irene Silverman skrev bogen Nine to five and after; the feminine art of living and working in the big city. Denne bog handler især om livet som kvinde i storbyen. Karen Stubbs skrev bogen The Art of Motherhood, der har en religiøs tilgang til kunsten at være mor. Således er man ikke alene som mor men kan altid vende sig til Gud for støtte og vejledning.

### Naturbaseret livskunst
Naturbaseret livskunst er en tilgang til livet, der er forankret i forbindelsen til naturen, eller som fokuserer på kunsten at leve med naturen. Marc Hamers bog Kunsten at fange muldvarpe giver et indblik i, hvordan man kan finde hjem i naturen. Bogen handler om at afgive kontrol og leve i det fri. Forfatteren er walisisk digter, og han har ernæret sig som muldvarpefanger.
Liam Leonard, John Barry og Marius De Geus præsenterer i bogen Environmental Philosophy: The Art of Life in a World of Limits en grøn eller økologisk livskunst, der er bæredygtig. Her lægges der vægt på kunsten at leve et bæredygtigt liv i balance med miljøet.
Ann Lowenhaupt Tsing, Niels Bubandt og Elaine Gan har redigeret antologien Arts of Living on a Damaged Planet: Ghosts and Monsters of the Anthropocene. Her ses på kunsten at leve med et ødelagt miljø og klima.

### Selvhjælpsbøger til hverdagslivet
I den moderne tidsalder findes også som selvhjælpsbøger, der sætter fokus på at kunne leve et helt almindeligt hverdagsliv. Inden for selvhjælpslitteratur kan begrebet "livskunst" bruges til at beskrive bøger, der tilbyder råd og redskaber til, hvordan man lever et lettere eller mere behageligt liv. Selvhjælpslitteraturen handler først og fremmest om at skabe større trivsel eller lykke i hverdagen. Genren adskiller sig både fra filosofisk og spirituel livskunst ved at være baseret på psykologi eller almindelige livserfaringer og indeholde redskaber og øvelser til at løse problemer og få succes og lykke.
I 1948 udkom bogen Livskunst uden filosofi, der var skrevet af den danske forfatter, digter, journalist og brevkasseredaktør Edith Rode. Hun havde tidligere i sin karriere udgivet flere bøger, hvori hun forsvarede kvinders ret til deres seksualitet. Som barn og ung havde hun selv lidt af angst for livet, men hun overvandt senere angsten. I bogen fra 1948 giver hun en indføring i nogle leveregler, som handler om at kunne leve et almindeligt liv og ikke om at opnå en højere eksistens. Bogen var især populær blandt kvindelige læsere, og den blev genudgivet i 1963.

## Livskunstner
Ordet 'livskunstner' bruges som en betegnelse for en person, der formår at få det bedste ud af sit liv. Det vil sige et menneske, der anser sit liv som et kunstværk og er i stand til at leve et meningsfuldt, tilfredsstillende og autentisk liv.
Begrebet livskunstner bruges sommetider også om personer, der har en meget individuel og kreativ tilgang til livet, og som derfor lever et inspirerende liv. Nogle af disse personer er ligefrem kunstnere i ordets mest almindelige betydning.